# バンクス (オレゴン州)
バンクス（Banks）は、アメリカ合衆国オレゴン州のワシントン郡にある小さな市。人口は1,435人（2006年推計）。ポートランド都市圏に含まれる。

## 地理
バンクスは北緯45度36分51秒 西経123度6分39秒 / 北緯45.61417度 西経123.11083度 (45.614153, -123.110827)に位置している。
アメリカ合衆国国勢調査局によれば、市の面積は0.9 km²（0.3mi²）で、全てが陸地である。

## 人口動静
2000年国勢調査で、この都市は人口1,286人、440世帯、及び337家族が暮らしている。人口密度は1,504.6/km2 (3,885.7/mi2) である。575.6/km2 (1,486.6/mi2)の平均的な密度に492軒の住宅が建っている。この都市の人種的な構成は白人91.14%、アフリカン・アメリカン0.39%、先住民0.31%、アジア1.79%、太平洋諸島系0.47%、その他の人種2.80%、及び混血3.11%である。人口の3.81%はヒスパニックまたはラテン系である。
440世帯のうち、50.7%が18歳未満の子供と一緒に生活しており、64.1%は夫婦で生活している。8.6%は未婚の女性が世帯主であり、23.4%は結婚していない。17.7%は1人以上の独身の居住者が住んでおり、3.2%は65歳以上で独身である。1世帯の平均人数は2.92人であり、結婚している家庭の場合は、3.31人である。
この都市内の住民は35.8%が18歳未満の未成年、18歳以上24歳以下が7.8%、25歳以上44歳以下が39.9%、45歳以上64歳以下が12.5%、及び65歳以上が4.0%にわたっている。中央値年齢は29歳である。女性100人ごとに対して男性は97.5人である。18歳以上の女性100人ごとに対して男性は93.4人である。
この都市の世帯ごとの平均的な収入は57,500米ドルであり、家族ごとの平均的な収入は61,932米ドルである。男性は42,330米ドルに対して女性は26,818米ドルの平均的な収入がある。この地域の一人当たりの収入 (per capita income) は21,354米ドルである。人口の3.2%及び家族の3.1%の収入は貧困線以下である。全人口のうち18歳未満の2.1%及び65歳以上の4.6%は貧困線以下の生活を送っている。